# Monte di Lierna
O Monte dei Lierna (em italiano:  Monte di Lierna, em italiano:  Alpe di Lierna) é a montanha mais alta no promontório de Lierna e uma das montanhas mais bonitas do Lago de Como. Faz parte do Grupo Grigne, localizado na antiga vila de Lierna, onde também passa. o caminho do caminhante. Os Alpes de Lierna são classificados entre os locais do coração da FAI.
A encosta de frente para o lago, em frente a Lierna, goza das temperaturas amenas devido à proximidade do lago, enquanto que o que enfrenta o Valsassina tem um clima alpino mais típico. Esta variedade de habitats e condições climáticas favorece a presença de um grande número de espécies raras de animais.